# Prima Divisione 1931-1932
La Prima Divisione de 1931-1932 fue la sexta edición del tercer nivel de la liga italiana.

## Grupo A

### Clasificación final
|  | Pos | Team        | Pts      | Pld | W  | D  | L  | F  | A  | M   |                                                                          |
|  | --- | ----------- | -------- | --- | -- | -- | -- | -- | -- | --- | ------------------------------------------------------------------------ |
|  | 1   | SPAL        | 35       | 22  | 16 | 3  | 3  | 63 | 23 | +40 | Clasificado (para la fase de grupos) Ascendido (para las rondas finales) |
|  | 2.  | Grion Pola  | 32       | 22  | 14 | 4  | 4  | 50 | 38 | +12 | Clasificado (para la fase de grupos) Ascendido (para las rondas finales) |
|  | 3.  | Mantova     | 31       | 22  | 15 | 1  | 6  | 53 | 38 | +15 |                                                                          |
|  | 4.  | Fiumana     | 29       | 22  | 11 | 7  | 4  | 40 | 26 | +14 |                                                                          |
|  | 5.  | Ponziana    | 28       | 22  | 11 | 6  | 5  | 46 | 33 | +13 |                                                                          |
|  | 6.  | Thiene      | 28       | 22  | 13 | 2  | 7  | 45 | 53 | -8  |                                                                          |
|  | 7.  | Treviso     | 27       | 22  | 12 | 3  | 7  | 44 | 35 | -9  |                                                                          |
|  | 8.  | Vicenza     | 25       | 22  | 10 | 5  | 7  | 42 | 30 | -12 |                                                                          |
|  | 9.  | Rovigo      | 23       | 22  | 8  | 7  | 7  | 39 | 29 | +10 |                                                                          |
|  | 10. | Pro Gorizia | 21       | 22  | 8  | 5  | 9  | 35 | 38 | -3  |                                                                          |
|  | 11. | Mestrina    | 20       | 22  | 8  | 4  | 10 | 32 | 52 | -20 |                                                                          |
|  | 12. | Schio       | 11       | 22  | 4  | 4  | 14 | 18 | 51 | -33 |                                                                          |
|  | 13. | Mirandolese | 7        | 22  | 2  | 3  | 17 | 21 | 64 | -43 | Descendido                                                               |
|  | --- | Dolo        | Retirado | --  | -- | -- | -- | -- | -- | --  | Descendido                                                               |
|  | --- | Lonigo      | Retirado | --  | -- | -- | -- | -- | -- | --  | Descendido                                                               |

## Grupo B

### Clasificación final
|  | Pos | Team                         | Pts      | Pld | W  | D  | L  | F  | A  | M   |                                                                          |
|  | --- | ---------------------------- | -------- | --- | -- | -- | -- | -- | -- | --- | ------------------------------------------------------------------------ |
|  | 1.  | Forlì                        | 44       | 26  | 19 | 6  | 1  | 67 | 24 | +43 | Clasificado (para la fase de grupos) Ascendido (para las rondas finales) |
|  | 2.  | Pavia                        | 40       | 26  | 17 | 6  | 3  | 74 | 32 | 42  | Clasificado (para la fase de grupos) Ascendido (para las rondas finales) |
|  | 3.  | Prato                        | 35       | 26  | 17 | 1  | 8  | 67 | 37 | +30 |                                                                          |
|  | 4.  | Reggiana                     | 29       | 26  | 13 | 3  | 10 | 57 | 48 | +9  |                                                                          |
|  | 5.  | Codogno                      | 27       | 26  | 10 | 7  | 9  | 29 | 31 | -2  |                                                                          |
|  | 6.  | Piacenza                     | 26       | 26  | 11 | 4  | 11 | 59 | 44 | +15 |                                                                          |
|  | 7.  | Aquila Montevarchi           | 24       | 26  | 10 | 4  | 12 | 57 | 62 | -5  |                                                                          |
|  | 8.  | Vogherese                    | 22       | 26  | 9  | 5  | 12 | 39 | 43 | -4  |                                                                          |
|  | 8.  | Ravenna                      | 22       | 26  | 8  | 6  | 12 | 36 | 47 | -11 |                                                                          |
|  | 10. | Faenza                       | 21       | 26  | 9  | 3  | 14 | 41 | 55 | -14 | Descendido                                                               |
|  | 11. | Carpi                        | 19       | 26  | 9  | 3  | 14 | 39 | 43 | -4  |                                                                          |
|  | 11. | 83.ª L. M.V.S.N. Fiorenzuola | 19       | 26  | 8  | 4  | 14 | 40 | 75 | -35 |                                                                          |
|  | 13. | Fanfulla                     | 17       | 26  | 6  | 5  | 15 | 32 | 60 | -28 |                                                                          |
|  | 14. | Russi                        | 15       | 26  | 5  | 5  | 16 | 29 | 65 | -36 |                                                                          |
|  | --  | Littorio Firenze             | excluido | --  | -- | -- | -- | -- | -- | --  | Descendido                                                               |

## Grupo C

### Clasificación final
|  | Pos | Team              | Pts | Pld | W  | D | L  | F  | A  | M   |                                                                          |
|  | --- | ----------------- | --- | --- | -- | - | -- | -- | -- | --- | ------------------------------------------------------------------------ |
|  | 1.  | Seregno           | 44  | 28  | 18 | 8 | 2  | 51 | 20 | +31 | Clasificado (para la fase de grupos) Ascendido (para las rondas finales) |
|  | 2.  | Saronno           | 38  | 28  | 16 | 5 | 7  | 68 | 34 | +34 | Clasificado (para la fase de grupos) Ascendido (para las rondas finales) |
|  | 3.  | Lecco             | 38  | 28  | 16 | 6 | 6  | 64 | 33 | +31 |                                                                          |
|  | 4.  | Monza             | 35  | 28  | 15 | 5 | 8  | 55 | 33 | +22 |                                                                          |
|  | 5.  | Clarense          | 32  | 28  | 14 | 4 | 10 | 43 | 34 | +9  |                                                                          |
|  | 6.  | Pro Lissone       | 31  | 28  | 11 | 9 | 8  | 50 | 41 | +9  |                                                                          |
|  | 7.  | Gallaratese       | 30  | 28  | 13 | 4 | 11 | 66 | 54 | +12 |                                                                          |
|  | 8.  | Galliatese        | 28  | 28  | 10 | 8 | 10 | 45 | 47 | -2  |                                                                          |
|  | 9.  | Varese            | 27  | 28  | 9  | 9 | 10 | 36 | 30 | +6  |                                                                          |
|  | 10. | Biellese          | 25  | 28  | 9  | 7 | 12 | 36 | 55 | -19 |                                                                          |
|  | 11. | Vis Nova Giussano | 25  | 28  | 9  | 7 | 12 | 36 | 42 | -6  |                                                                          |
|  | 12. | Intrese           | 24  | 28  | 8  | 8 | 12 | 33 | 49 | -16 |                                                                          |
|  | 13. | Crema             | 21  | 28  | 8  | 5 | 15 | 35 | 59 | -24 |                                                                          |
|  | 14. | Trevigliese       | 14  | 28  | 6  | 2 | 20 | 32 | 85 | -53 |                                                                          |
|  | 15. | Abbiategrasso     | 11  | 28  | 3  | 5 | 20 | 37 | 71 | -34 |                                                                          |

## Girone D

### Clasificación final
|  | Pos | Team                         | Pts | Pld | W  | D  | L  | F  | A  | M   |                                                                          |
|  | --- | ---------------------------- | --- | --- | -- | -- | -- | -- | -- | --- | ------------------------------------------------------------------------ |
|  | 1.  | Savona                       | 42  | 30  | 20 | 2  | 8  | 64 | 35 | +29 | Clasificado (para la fase de grupos) Ascendido (para las rondas finales) |
|  | 2.  | Sampierdarenese              | 41  | 30  | 16 | 9  | 5  | 50 | 34 | +16 | Clasificado (para la fase de grupos) Ascendido (para las rondas finales) |
|  | 3.  | Rapallo Ruentes              | 34  | 30  | 12 | 10 | 8  | 40 | 32 | +8  |                                                                          |
|  | 4.  | Empoli                       | 33  | 30  | 13 | 7  | 10 | 52 | 33 | +19 |                                                                          |
|  | 5.  | Andrea Doria                 | 33  | 30  | 13 | 7  | 10 | 45 | 35 | +10 |                                                                          |
|  | 6.  | Derthona                     | 32  | 30  | 14 | 4  | 12 | 53 | 47 | +6  |                                                                          |
|  | 7.  | Pisa                         | 31  | 30  | 12 | 7  | 11 | 62 | 40 | +22 |                                                                          |
|  | 7.  | Ventimigliese                | 31  | 30  | 12 | 7  | 11 | 36 | 36 | 0   |                                                                          |
|  | 7.  | "Vezio Parducci" Viareggio   | 31  | 30  | 13 | 5  | 12 | 46 | 50 | -4  |                                                                          |
|  | 10. | Carrarese "Pietrino Binelli" | 29  | 30  | 13 | 3  | 14 | 48 | 49 | -1  |                                                                          |
|  | 10. | Lucchese                     | 29  | 30  | 13 | 3  | 14 | 39 | 46 | -7  |                                                                          |
|  | 12. | Rivarolese                   | 27  | 30  | 9  | 9  | 12 | 41 | 51 | -10 |                                                                          |
|  | 13. | Sestrese                     | 26  | 30  | 16 | 6  | 14 | 44 | 51 | -7  |                                                                          |
|  | 14. | Imperia                      | 22  | 30  | 9  | 5  | 16 | 35 | 43 | -8  |                                                                          |
|  | 15. | Acqui                        | 19  | 30  | 6  | 8  | 16 | 31 | 59 | -28 |                                                                          |
|  | 16. | Pontedecimo                  | 18  | 30  | 6  | 6  | 18 | 25 | 70 | -45 |                                                                          |

## Grupo E

### Clasificación final
|  | Pos | Team                   | Pts      | Pld | W  | D  | L  | F  | A  | M   |                                                                          |
|  | --- | ---------------------- | -------- | --- | -- | -- | -- | -- | -- | --- | ------------------------------------------------------------------------ |
|  | 1.  | Perugia                | 38       | 26  | 17 | 4  | 5  | 71 | 22 | +49 | Clasificado (para la fase de grupos) Ascendido (para las rondas finales) |
|  | 2.  | Foggia                 | 35       | 26  | 16 | 3  | 7  | 74 | 27 | +47 | Clasificado (para la fase de grupos) Ascendido (para las rondas finales) |
|  | 3.  | Foligno                | 34       | 26  | 13 | 8  | 5  | 35 | 19 | +16 |                                                                          |
|  | 4.  | Ternana                | 31       | 26  | 14 | 3  | 9  | 47 | 37 | +10 |                                                                          |
|  | 5.  | Torres                 | 30       | 26  | 13 | 4  | 9  | 38 | 33 | +5  |                                                                          |
|  | 6.  | Grosseto               | 28       | 26  | 12 | 4  | 10 | 45 | 29 | +16 |                                                                          |
|  | 7.  | Sepre Avanti, Piombino | 26       | 26  | 11 | 4  | 11 | 41 | 45 | -4  |                                                                          |
|  | 7.  | Arezzo                 | 26       | 26  | 11 | 4  | 11 | 30 | 40 | -10 |                                                                          |
|  | 9.  | Robur                  | 25       | 26  | 11 | 3  | 12 | 38 | 38 | 0   |                                                                          |
|  | 10. | Ascoli                 | 21       | 26  | 8  | 6  | 12 | 32 | 43 | -11 |                                                                          |
|  | 11. | Littorio Vomero        | 19       | 26  | 9  | 3  | 14 | 28 | 49 | -21 | Descendido                                                               |
|  | 11. | Anconitana             | 19       | 26  | 6  | 8  | 12 | 24 | 44 | -20 |                                                                          |
|  | 13. | Emilio Bianchi, Ancona | 14       | 26  | 5  | 4  | 17 | 26 | 62 | -26 | Descendido                                                               |
|  | 14. | Gladiator              | 12       | 26  | 5  | 4  | 17 | 24 | 65 | -41 |                                                                          |
|  | --  | Maceratese             | Retirado | --  | -- | -- | -- | -- | -- | --  | Descendido                                                               |

## Grupo F

### Clasificación final
|  | Pos | Team            | Pts | Pld | W  | D  | L  | F  | A  | M   |                                                                          |
|  | --- | --------------- | --- | --- | -- | -- | -- | -- | -- | --- | ------------------------------------------------------------------------ |
|  | 1.  | Salernitana     | 43  | 28  | 19 | 5  | 4  | 51 | 19 | +32 | Clasificado (para la fase de grupos) Ascendido (para las rondas finales) |
|  | 2.  | Messina         | 41  | 28  | 18 | 5  | 5  | 75 | 30 | +45 | Clasificado (para la fase de grupos) Ascendido (para las rondas finales) |
|  | 3.  | Siracusa        | 37  | 28  | 17 | 3  | 8  | 64 | 28 | +38 |                                                                          |
|  | 3.  | Savoia          | 37  | 28  | 16 | 5  | 7  | 53 | 32 | +21 |                                                                          |
|  | 5.  | Taranto         | 35  | 28  | 15 | 5  | 8  | 40 | 42 | -2  |                                                                          |
|  | 6.  | Catania         | 34  | 28  | 15 | 4  | 9  | 59 | 31 | +28 |                                                                          |
|  | 6.  | Reggina         | 34  | 28  | 12 | 10 | 6  | 50 | 29 | -21 |                                                                          |
|  | 8.  | Cosenza         | 33  | 28  | 15 | 3  | 10 | 56 | 36 | -20 |                                                                          |
|  | 9.  | Catanzarese     | 26  | 28  | 11 | 5  | 12 | 39 | 38 | -1  |                                                                          |
|  | 10. | Calcio Molfetta | 25  | 28  | 9  | 7  | 12 | 32 | 44 | -12 |                                                                          |
|  | 11. | Trani           | 23  | 28  | 9  | 6  | 13 | 32 | 42 | -10 | Descendido                                                               |
|  | 12. | Bagnolese       | 16  | 28  | 5  | 7  | 16 | 25 | 60 | -35 |                                                                          |
|  | 13. | Peloro Messina  | 14  | 28  | 5  | 5  | 18 | 25 | 63 | -38 |                                                                          |
|  | 14. | Cotoniere Angri | 10  | 28  | 3  | 5  | 20 | 17 | 62 | -45 |                                                                          |
|  | 15. | Stabiese        | 5   | 28  | 1  | 5  | 22 | 16 | 78 | -62 |                                                                          |